# Бустер Протонного синхротрона

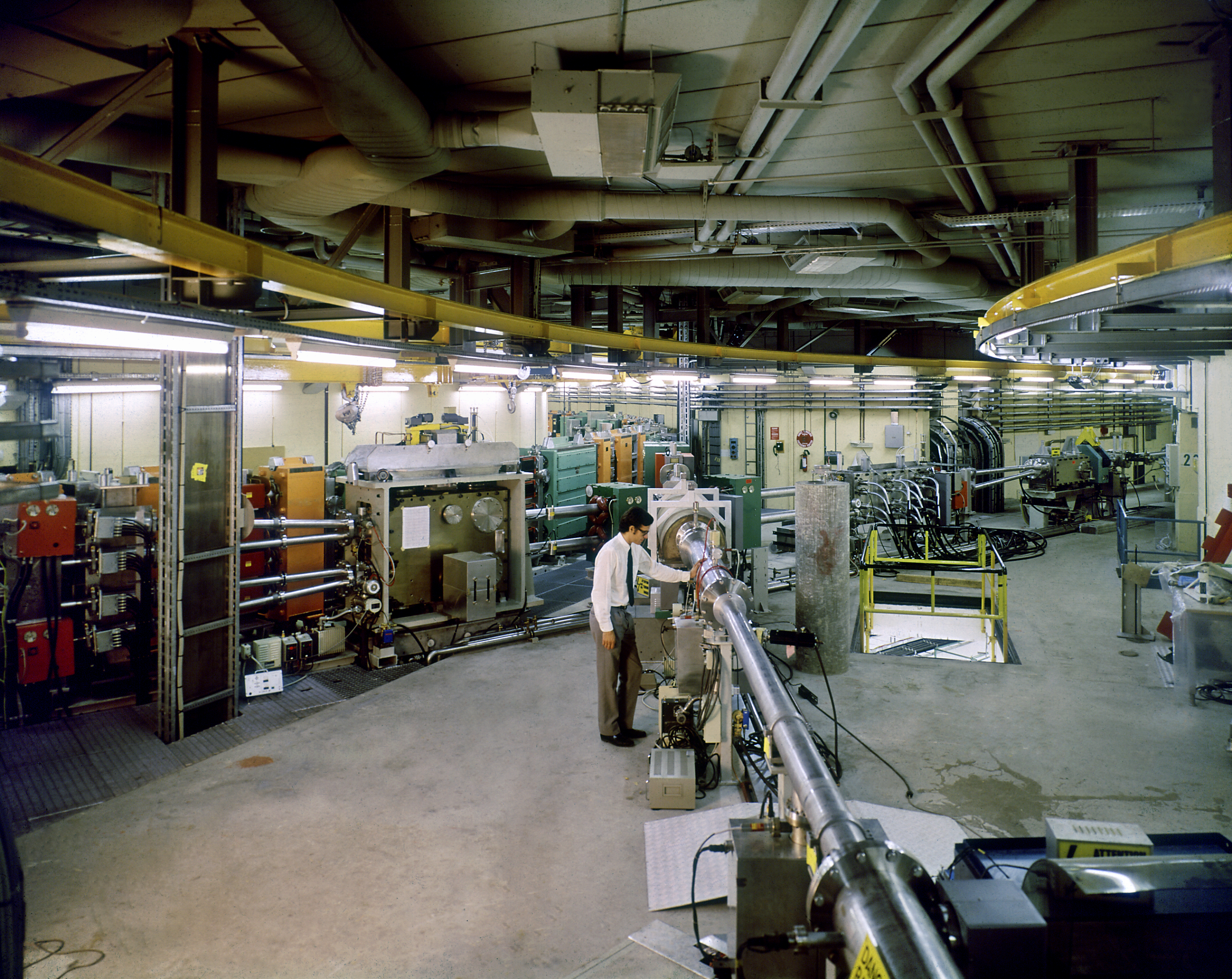
Промежуток впуска-выпуска и каналы транспортировки пучка.

Бустер Протонного синхротрона (англ. Proton Synchrotron Booster, PSB) — циклический ускоритель, протонный синхротрон в инжекционной цепи Большого адронного коллайдера международного исследовательского центра ЦЕРН.

## История
При запуске в 1959 году первого крупного ускорителя ЦЕРН, 28 ГэВ жёсткофокусирующего протонного синхротрона PS, инжекция протонов в него осуществлялась напрямую из линейного ускорителя Linac 1 на энергии лишь 50 МэВ. К середине 1960-х годов интенсивность ускоренного в PS пучка возросла с изначальных 1010 частиц до 1012, однако далее интенсивность пучка была ограничена эффектами пространственного заряда: силы расталкивания внутри пучка приводят к сдвигу частоты бетатронных колебаний (так называемый Ласлеттовский сдвиг) с потерей устойчивости при достижении резонанса. К этому времени обсуждались проекты будущих коллайдеров ISR и SPS, для которых PS должен был служить ступенью предварительного ускорения и поставлять пучок ещё большей интенсивности.
Для повышения энергии инжекции в PS было предложено построить промежуточный бустерный синхротрон. Обсуждались варианты с быстроциклирующим синхротроном (RCS), однако выбор был сделан в пользу четырёх отдельных колец на энергию 800 МэВ. Сооружение PSB продолжалось с 1968 по 1972 год, центр кольца был расположен точно на франко-швейцарской границе. Первый пучок был захвачен в 3-е кольцо 1 мая 1972 года, 17 мая пучок циркулировал во всех кольцах, 26 мая пучок был ускорен до проектных 800 МэВ, 24 августа 1972 года пучок из PSB был захвачен в PS.
В 1978 году был запущен новый линейный ускоритель Linac 2, с инжекцией в PSB.
С 1980 по 2003 года PSB использовался также для ускорения пучков ионов, от гелия до кислорода. В 2006 году был построен специализированный накопитель LEIR, который стал выполнять эту функцию.
В 1988 году на PSB произведён апгрейд с повышением энергии до 1 ГэВ.
С 1992 года пучок из PSB начал использоваться для экспериментов ISOLDE.
В 2000 году энергия PSB повышена в результате модернизации до 1.4 ГэВ, в связи с необходимостью дальнейшего повышения интенсивности для работы на LHC.
В рамках подготовки к проекту HL-LHC во время продолжительной остановки LS2 в 2019-2020 годах PSB был вновь модернизирован с подъёмом энергии до 2 ГэВ и инжекцией из Linac 4 на энергии 160 МэВ.

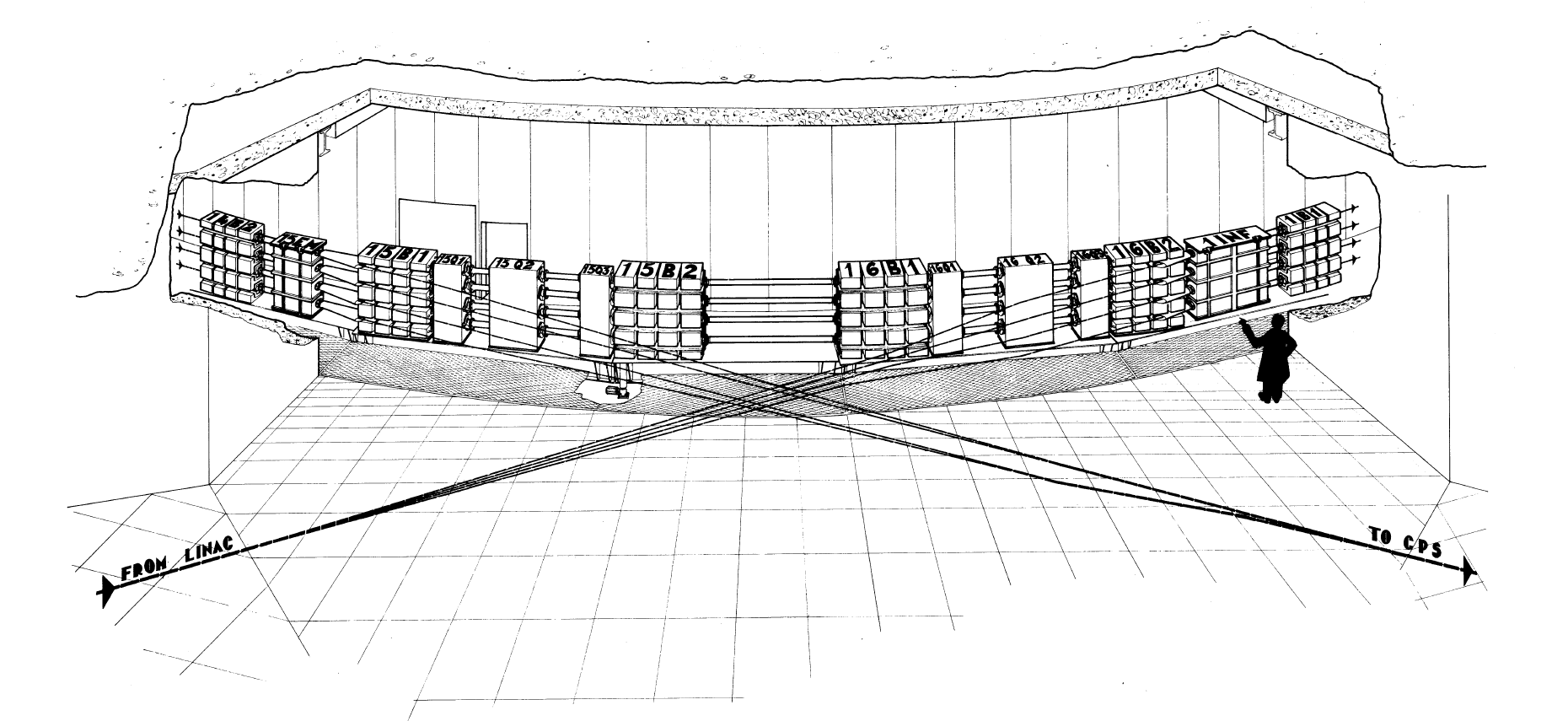
Схематическое изображение систем впуска-выпуска и двух элементов периодичности колец PSB.

## Описание
Ускоритель представляет собой 4 отдельных синхротрона, расположенных один над другим с разнесением по высоте в 360 мм. Средний радиус кольца составляет 25 метров, таким образом периметр колец ровно в 4 раза меньше, чем у PS, куда пучок предстоит перепустить. Синхротрон имеет жёсткую фокусировку, разделённые функции (то есть поворотные магниты имеют однородное поле, а фокусировка осуществляется квадрупольными линзами), 16-кратную периодичность. Каждый элемент периодичности включает в себя два дипольных магнита и триплет квадрупольных линз F-D-F.